# غالينا غوروخوفا
غالينا يفغينيفنا غوروخوفا (بالروسية: Галина Евгеньевна Горохова) هي لاعبة مبارزة سيف الشيش أولمبية سوفيتية متقاعدة، شاركت في دورات الألعاب الأوليمبية فيما بين عامي 1960 و1972، وفازت بما مجموعه خمس ميداليات متنوعة، وتقوم حاليا بتدريب المنتخب الروسي الأوليمبي للمبارزة.

## الميداليات
| ذهب | فضة | برونز | المجموع |
| 3   | 1   | 1     | 5       |

## روابط خارجية
- غالينا غوروخوفا على موقع أوليمبيديا (الإنجليزية)